# Dendrosenecio
Genre
Dendrosenecio est un genre de plantes à fleurs de la famille des Asteraceae. Il est endémique des hautes altitudes des montagnes de l'Afrique de l'Est.

## Espèces
- Dendrosenecio adnivalis (Stapf) E.B.Knox (1993)
- Dendrosenecio battiscombei (R.E.Fr. & T.C.E.Fr.) E.B.Knox (1993)
- Dendrosenecio brassiciformis (R.E.Fr. & T.C.E.Fr.) Mabb. (1986)
- Dendrosenecio cheranganiensis (Cotton & Blakelock) E.B.Knox (1993)
- Dendrosenecio elgonensis (T.C.E.Fr.) E.B.Knox (1993)
- Dendrosenecio erici-rosenii (R.E.Fr. & T.C.E.Fr.) E.B.Knox (1993)
- Dendrosenecio johnstonii (Oliv.) B.Nord. (1978)
- Dendrosenecio keniensis (Baker f.) Mabb. (1986)
- Dendrosenecio keniodendron (R.E.Fr. & T.C.E.Fr.) B.Nord. (1978)
- Dendrosenecio kilimanjari (Mildbr.) E.B.Knox (1993)
- Dendrosenecio meruensis (Cotton & Blakelock) E.B.Knox (1993)